# Emile Boeres
Jean-Pierre Emile Boeres (Ciutat de Luxemburg, 13 de novembre de 1890 – Ciutat de Luxemburg, 18 d'agost de 1944) fou un compositor, organista i mestre de cor luxemburguès.
Nascut el 13 de novembre de 1890 a la Ciutat de Luxemburg, va escriure operetes i comèdies musicals en luxemburguès. El 1934, va fundar el Wiener Operette i el Lëtzebuerger Musekerverband. També va contribuir al Lëtzebuerger Revue.
Durant l'ocupació alemanya, el Théâtre des Capucins va programar òperes, ballets i obres en alemany però les autoritats alemanyes eren molt cautes de les produccions en luxemburguès que van ser considerades anti-alemanyes. El 18 de novembre de 1940, l'opereta de Boeres Wann d'Blieder falen (Quan les fulles cauen) va gaudir d'un èxit enorme amb l'audiència en busca de com mostrar el seu suport per a un Luxemburg lliure, assistint a una actuació en la llengua de Luxemburg.
Boeres va morir a la Ciutat de Luxemburg el 18 d'agost de 1944 després d'un accident de ciclisme.

## Obres
- 1935: Fre'johr
- 1936: Spuenescht Blutt
- 1936: Wann d'Blieder falen
- 1937: Landstroosselidd
- 1939: Den éiwege Wee
- 1941: D'Wonner vu Spe'bech